# Хедман, Марина
Марина Хедман Беллис (швед. Marina Hedman Bellis; р. 29 сентября 1944, Гётеборг, Швеция) — шведская и итальянская порноактриса.

## Биография
По национальности шведка. Прежде чем стать одной из первых звёзд итальянского порно, работала стюардессой. Вышла замуж за тележурналиста Паоло Фрайезе и родила двух детей. После этого брак распался, и Марина начала карьеру модели. В 1976 году она дебютировала в кино, сыграв эпизодическую роль в фильме Лучо Фульчи «Судья» (в титрах не указана). В том же году Марина сыграла свою первую роль в порно (в фильме Джо Д’Амато «Эммануэль в Америке» — опять-таки без указания в титрах).
Первоначально Марина снималась под фамилией Фрайезе, но после того как суд вынес решение по иску бывшего мужа о запрете на съёмки под этой фамилией, Марина стала сниматься под псевдонимами — чаще всего используя имена Марины Лотар и Марины Шанталь.
В 1977 году она участвовала в телешоу Carosello и позировала для Playboy. В 1978 году снялась в фильме Дино Ризи «Первая любовь». В 1979 году Хедман исполнила главную роль в фильме Д’Амато «Монастырские соблазны», весьма успешной экранизации повести Дени Дидро «Монахиня». Дополнительное внимание к фильму привлек тот факт, что бывший муж Марины являлся одним из самых известных журналистов телекомпании RAI.
В 1980 году Федерико Феллини пригласил её на одну из ролей в фильме «Город женщин», после чего Марина переключилась на работу в фильмах для всех, в числе которых были цикл об инспекторе Джиральди (1980—1984) и «Фантоцци страдает снова» (1983).
С 1984 года она вновь полностью посвятила себя порно, вскоре став одной из примадонн данного жанра в Италии. Она снималась в итальянских и французских фильмах, её партнерами в которых были ведущие порноактёры, включая Джона Холмса и Рокко Сиффреди. Одним из самых известных её фильмов стал Marina e la sua bestia Ренато Польселли (1984), где имитировались акты зоофилии (в действительности использовалась специальная насадка).
В своем единственном интервью, которое Марина дала еженедельнику L’Europeo в 1981 году, она заявила, что выбрала порно уже из-за того, что продюсеры данного жанра не требуют лечь с ними в постель.
В 1991 году она появилась на экране в последний раз и с тех пор на все предложения о съёмках неизменно отвечает отказом.

## Фильмография
- 1976. La pretora.
- 1976. Donna cosa si fa per te.
- 1976. Emanuelle in America.
- 1977. Il ginecologo della mutua.
- 1977. Un brivido di piacere.
- 1977. Le notti porno nel mondo.
- 1978. Follie di notte.
- 1978. Le notti porno nel mondo, n. 2.
- 1978. Emanuelle e le porno notti.
- 1978. Primo amore.
- 1978. Come perdere una moglie… e trovare un' amante.
- 1979. Le mani di una donna sola.
- 1979. Gegè Bellavita.
- 1979. Il mondo porno di due sorelle.
- 1979. Immagini di un convento.
- 1979. Play Motel.
- 1979. Libidine.
- 1979. Elles font tout.
- 1980. Quello strano desiderio.
- 1980. La città delle donne.
- 1980. La bestia nello spazio.
- 1980. Si… lo voglio.
- 1980. Una moglie, due amici, quattro amanti.
- 1980. Con la zia non è peccato.
- 1980. Delitto a Porta Romana.
- 1980. La zia svedese.
- 1980. La compagna di viaggio.
- 1980. Cameriera senza… malizia.
- 1981. La dottoressa di campagna.
- 1981. Sesso allo specchio.
- 1981. Peccati di giovani mogli.
- 1981. Sesso allegro.
- 1981. Chiamate: 6969 taxi per signora.
- 1981. Attenti a quelle due… ninfomani.
- 1981. Albergo a ore.
- 1981. Erotic flash.
- 1981. Erotico 2000.
- 1981. Carnalità morbosa.
- 1981. Lea.
- 1981. Quella porcacciona di mia moglie.
- 1982. Orgasmo non stop.
- 1982. Orgasmo esotico.
- 1982. La bimba di Satana.
- 1982. Triangolo erotico.
- 1982. Aristocratica perversa.
- 1982. Delitto sull' autostrada.
- 1982. To glyko kormi tis Bianca.
- 1983. L’amica di Sonia.
- 1983. Margot la pupa della villa accanto.
- 1983. Amori morbosi di una contessina.
- 1983. La casa delle hostess.
- 1983. Movie in the movie.
- 1983. Corpi nudi.
- 1983. Fantozzi subisce ancora.
- 1984. …e la vita continua.
- 1984. Marina e la sua bestia.
- 1984. Fantasia erotica in concerto.
- 1984. L’amante bisex.
- 1984. Jojami nido d’amore.
- 1984. Wendee, la chiave del piacere.
- 1984. Delitto al Blue Gay.
- 1984. Swoosie.
- 1984. L’amore e la bestia.
- 1985. Le due bocche di Marina.
- 1985. Marina vedova viziosa.
- 1985. Apprendiste viziose.
- 1985. La bionda e la bestia.
- 1985. I vizi della signora.
- 1985. Bernalda, la dottoressa delle ninfomani.
- 1985. Fashion love.
- 1985. Marina la governante sexy.
- 1985. Marina pin pon.
- 1985. Sesso allo specchio.
- 1985. Le voglie di Marina.
- 1985. Zerbal.
- 1985. L’amante bisex, n. 2.
- 1985. Marina e la sua bestia, n. 2 (также под названием L’orgia dell’amore).
- 1985. Marina hardcore.
- 1985. Marina, i desideri di una nobildonna.
- 1985. Una novizia nel porno harem.
- 1985. Strapazzami, toccami, prendimi…
- 1986. Marina e le sue voglie.
- 1986. La sfida erotica.
- 1986. Il set del piacere.
- 1986. Marina perversa.
- 1986. Marina e il suo cinema.
- 1986. La perdizione.
- 1986. Bocca bianca bocca nera.
- 1986. Le regine.
- 1986. Adolescenti vogliose.
- 1986. Plaisir et jouissances.
- 1986. Deborah, la bambola bionda.
- 1986. La bionda e la bestia, n. 2.
- 1987. Poker di donne.
- 1987. Marina un vulcano di piacere.
- 1987. Slip caldo e bagnato.
- 1987. Marina 10+.
- 1987. Ramba sfida la bestia.
- 1987. Devil in Mr. Holmes.
- 1987. Marina un corpo da possedere.
- 1987. Osceno.
- 1987. Baby Lady, la provocazione carnale.
- 1987. Profonde visite.
- 1987. Un desiderio bestiale.
- 1987. Il vizio nel ventre.
- 1987. Messalina oggi.
- 1987. Un bestiale triangolo erotico.
- 1987. Marina miele selvaggio.
- 1987. La bottega del piacere.
- 1988. Transex.
- 1989. Ramba 2 — scontro bestiale.
- 1990. Appuntamento in nero.
- 1990. Baby… nata per godere, ovvero la figlia libidinosa.
- 1990. Avidità orale.
- 1990. La ninfomane ingorda.
- 1991. Finalmente Marina.